# ジョン・ヘニガン
ジョン・ヘニガン（John Randall Hennigan、1979年10月3日 - ）は、アメリカ合衆国の男性プロレスラー。カリフォルニア州ロサンゼルス出身。AEW所属。

## 来歴

### WWE
WWEの新人レスラー発掘番組、タフイナフIIIの優勝者である。高校時代はレスリング部主将を務め、カリフォルニア大学デービス校を経て2002年にプロレスラーデビューを果たす。同年よりOVWに所属し、ジョニー・ブレイズ（Johnny Blaze）、ジョニー・スペード（Johnny Spade）、ジョニー・スーパースター（Johnny Superstar）などのリングネームで活動。
2004年、WWE・RAWのGMを務めるエリック・ビショフの付き人として、ジョニー・ナイトロ（Johnny Nitro）を名乗りRAWに初登場。「ナイトロ」とは、かつてエリック・ビショフがWCWで携わっていた番組、マンデー・ナイトロに由来する。ビショフの付き人は短期間で終了し、OVWに降格した。
2005年4月14日、SmackDown!に登場。セレブというギミックでジョーイ・マーキュリー、メリーナと共にMNMを結成、WWEタッグ王座を奪取した。
2006年、ジャッジメント・デイにてポール・ロンドン & ブライアン・ケンドリックと王座戦を行うが敗戦。長期に渡り王座を保持してきたベルト奪われた。その際にセオドア・ロングと口論をした結果、メリーナと共にクビを言い渡されRAWへ移籍となった。これはシングルとしてプッシュするためのアングルの為であった。RAW移籍後、WWE IC王座を獲得してジェフ・ハーディーとの抗争を展開。

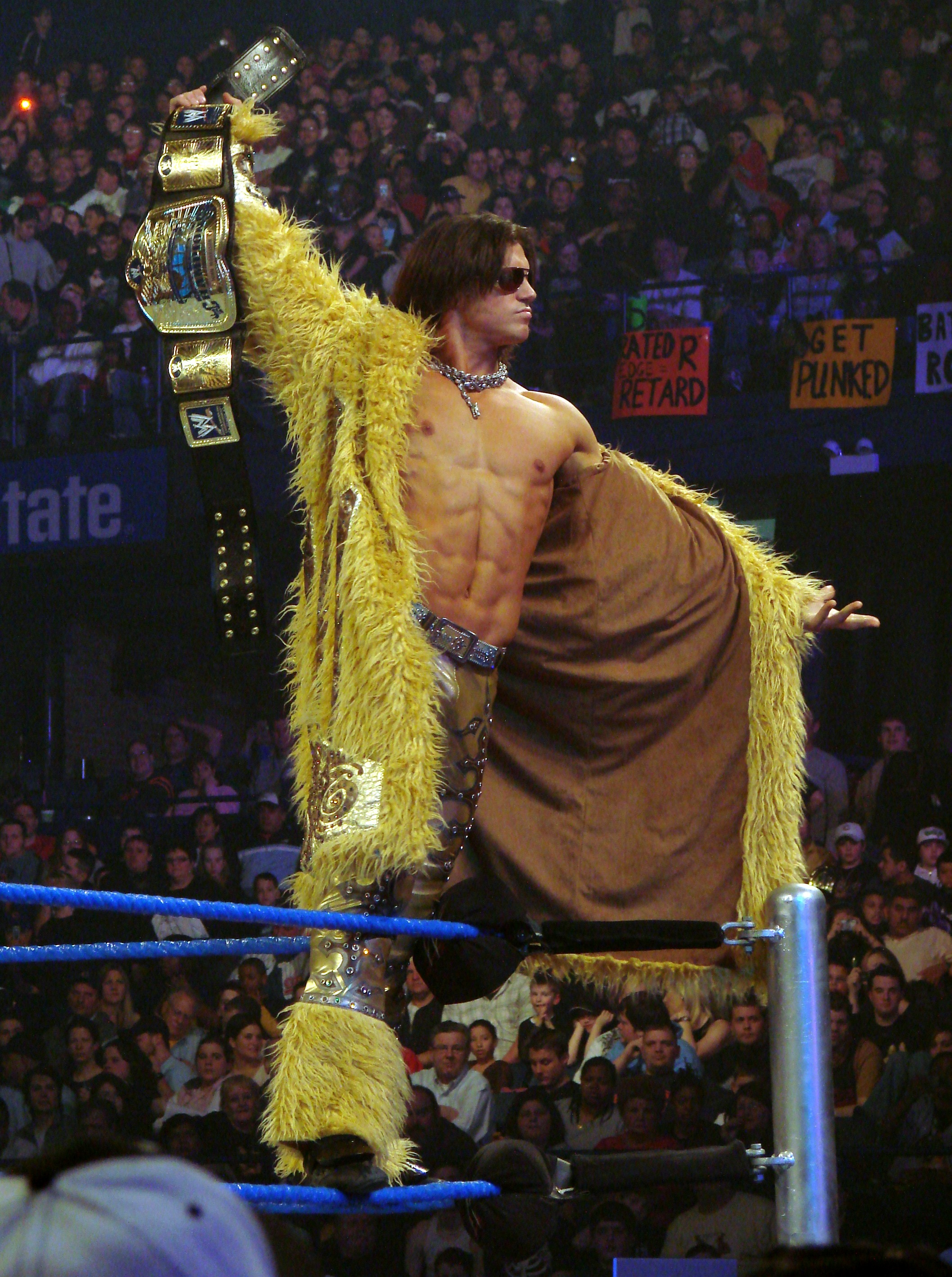
2008年

2007年、ECWに移籍。6月24日のヴェンジェンスでは出場予定だったクリス・ベノワが欠場したため代わりにECW王座に挑戦し奪取に成功する。王者となったと同時に記者会見を開き、ドアーズのボーカリストのジム・モリソンにちなんだジョン・モリソン（John Morrison）へと改名した。その後CMパンクに敗れてECW王座を失ったが、ザ・ミズとのタッグで活動し、11月にはWWEタッグ王者となった。
2008年はタッグ王者として防衛を続ける傍ら、WrestleMania XXIVのマネー・イン・ザ・バンク・ラダー・マッチに初参戦。敗れはしたものの、見せ場を十分に作り評価を上げた。7月20日のグレート・アメリカン・バッシュのフェイタル・4ウェイでWWEタッグ王座を明け渡すも、同年12月に行われたハウス・ショーで再びザ・ミズとのタッグで、世界タッグ王座を奪った。
2009年2月、当時WWEタッグ王者だったカリート & プリモと抗争を開始。4月5日のWrestleMania XXVのダーク・マッチのタッグ王座統一戦に敗れ王座を失う。翌日のRAWで、再戦権を行使し、王座に挑戦するも再び敗れる。同月13日に行われたドラフトにより、ミズがRAWへ移籍することとなった。その際にリングでミズと最後の握手を交わし、別れを惜しんでいたが、突如ミズに攻撃されタッグは解散となった。追加ドラフトにより、SmackDown!へ移籍。移籍後はフェイスターンし、シェルトン・ベンジャミンと抗争する。ベンジャミンとの抗争終了後はエッジ、CMパンクなどと対戦し、いずれも好勝負を見せた。このころからその高い身体能力と功績などから解説陣に第2のショーン・マイケルズと呼ばれるようになる。7月にはジェフ・ハーディーの持つ世界ヘビー級王座に挑むが王座奪取とはならなかった。9月にはレイ・ミステリオからIC王座を奪取し、以降はIC王座の第一挑戦者のドルフ・ジグラーと抗争を展開。その後はドリュー・マッキンタイアとの抗争を開始するが、12月13日のTLCで敗れ王座から転落した。

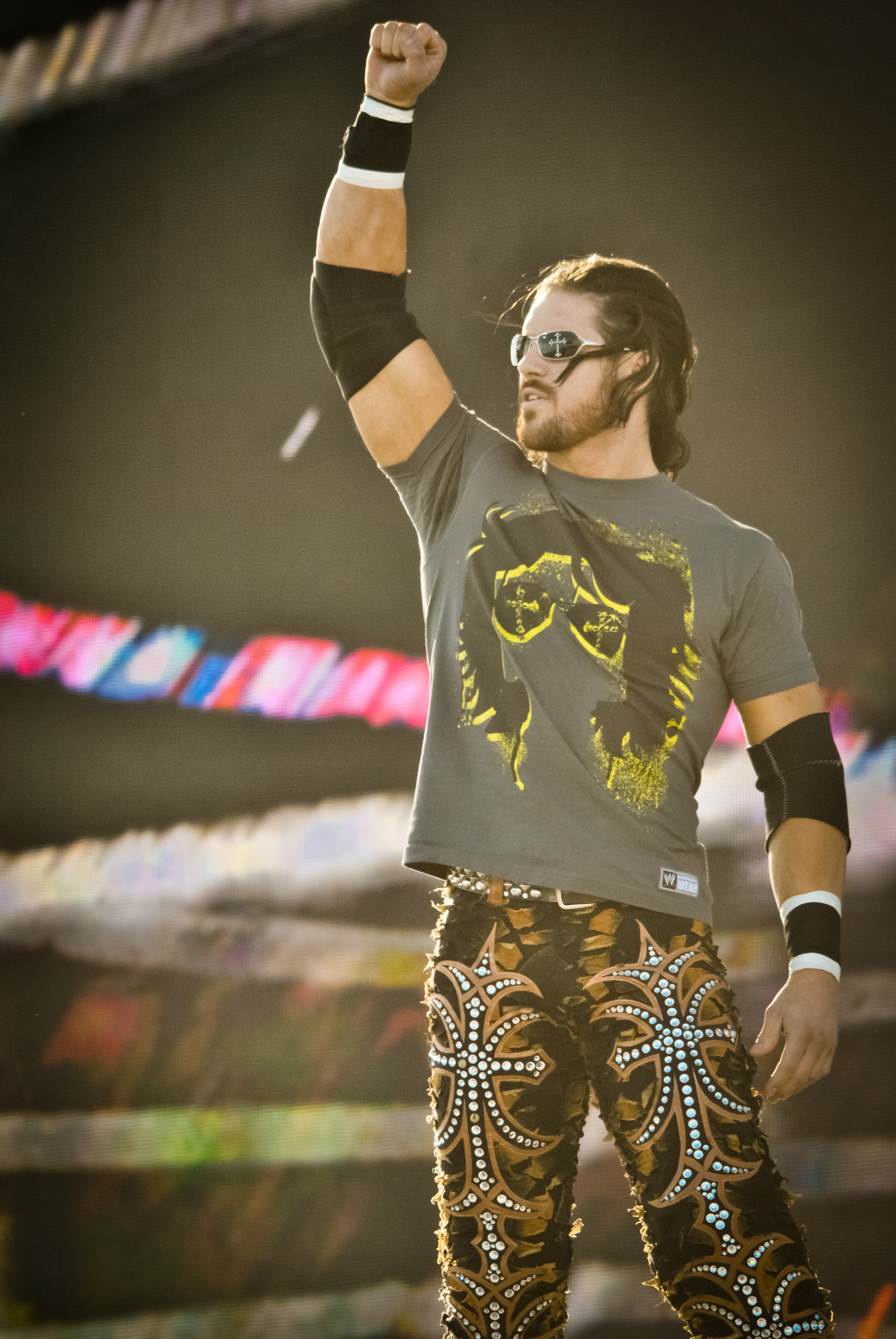
2010年、Tribute to the Troops 2010

2010年に入るとマッキンタイアとの抗争はうやむやになってしまい、Rトゥルースとのタッグで、WrestleMania XXVIにおいてビッグ・ショー & ザ・ミズが保持する統一タッグ王座に挑むが王座獲得とはならなかった。4月26日のRAWで行われたドラフトによりRAWへ移籍が決定する。
NXTシーズン2ではイーライ・コットンウッドを指導するプロとして登場している。
10月、サンティーノ・マレラ & ウラジミール・コズロフ組と抗争していたシェイマスの邪魔を毎回のようにしたためシェイマスとの抗争に発展。11月のサバイバー・シリーズでシェイマスとの一騎討ちに挑み勝利した。11月に2年ぶりに開催されたキング・オブ・ザ・リングでは予選でタイソン・キッド、1回戦でコーディ・ローデス、準決勝でアルベルト・デル・リオを破るが、決勝でシェイマスに敗れ準優勝に終わった。
2011年の最初のRAWで前年のTLCでシェイマスとのラダー・マッチを制して手に入れたWWE王座挑戦権を行使し、元タッグパートナーのミズとエニウェア・フォール形式でのWWE王座戦を行い肉薄するも、敗れ王座獲得はならなかった。4月3日のWrestleMania XXVIIではトリッシュ・ストラタス & ニコール "スヌーキー" ポリッツィとタッグを組んでドルフ・ジグラー & ミシェル・マクール & レイラと対戦。スヌーキーがミシェルからフォールを奪って勝利した。Rトゥルースと袂を分かってからは主にUS王座戦線で活動していたが、11月に退団が発表された。

### インディー団体
WWE離脱後、2012年2月4日、本名名義であるジョン・ヘニガン（John Hennigan）でフィリピンのマニラで行われたWWFX（World Wrestling Fan Xperience）に参戦。同団体の王座であるWWFXヘビー級王座を賭けて元WWEのシェルトン・ベンジャミンと対戦して勝利し、初代WWFXヘビー級王座保持者になった。
2013年4月4日、ニュージャージー州を拠点とするPWS（Pro Wrestling Syndicate）のSupercard Night 1にてイライジャ・バークと対戦。最後にスターシップ・ペインを決め勝利。同月5日、PWS Supercard Night 2にて新日本プロレス所属の獣神サンダー・ライガーと対戦。ライガーボムから垂直落下式ブレーンバスターを繋がれようとしたところを逃れスターシップ・ペインを決めて勝利した。6月21日、ニューヨーク州を拠点とするFWE（Family Wrestling Entertainment）のWelcome To The Rumble 2にてFWEヘビー級王座を保持するカリートと対戦。終盤にサモアン・ドロップを喰らうが切り返してスターシップ・ペインを決めて勝利し、ベルトを奪取した。同月22日、トミー・ドリーマーが主宰するHOH（House of Hardcore）のHOH 2にてFWEヘビー級王座防衛戦を行い、2・コールド・スコーピオと対戦して勝利。王座防衛に成功した。9月8日、プエルトリコの団体であるWWL（World Wrestling League）のDream Matches TourにてWWL世界ヘビー級王座を保持するモンスター・ペインに挑戦。モンスター・ペインのマネージャーであるミストレス・グレンダの介入などもあって我慢しきれなくなり、最後にマウントの状態で上に乗るとマスクを剥がし無効試合となった。

### AAA
2014年10月29日、メキシコのメジャー団体であるAAAがアメリカにて主宰するルチャ・アンダーグラウンド（Lucha Underground）にジョニー・ムンド（Johnny Mundo）のリングネームで参戦。プリンス・ピューマと対戦。最後にC4からジ・エンド・オブ・ザ・ワールドへと繋げて勝利した。試合後にはお互い握手を求め認め合った。11月5日、プリンス・ピューマと組んでクレンショー・クルー（コルテス・カストロ & ミスター・シスコ）と対戦。最後にダウンしている両者に対してプリンス・ピューマと両コーナーから450°スプラッシュを決めて勝利した。同月19日、クレンショー・クルーのボディガードとして登場したビッグ・リックにより試合を壊され12月10日、ビッグ・リック、プリンス・ピューマとの10万ドル争奪3wayラダーマッチにてクレンショー・クルーの乱入もあり苦しめられるが終盤に天井から吊るされた10万ドルの入ったブリーフケースを梯子から取ろうとしたビッグ・リックに対しに空いていた梯子に飛び移りビッグ・リックを突き落としてブリーフケースを獲得した。
2015年1月31日、PWS Frozen Fallout 2015にてサブゥーと対戦して勝利。3月、キング・クエルノとの抗争を展開。同月11日、ケージマッチによる決着戦を行い終盤に金網上で競り合ったところをマスクを掴んで投げ落として脱出を試みようとするが思いとどまるとクエルノに向かってジ・エンド・オブ・ザ・ワールドを決めて勝利した。5月24日、ルチャドールによるワールドカップと言えるトリオトーナメント、Victoria Lucha Libre World Cupにミスター・アンダーソン & マット・ハーディーとTNA & ルチャアンダーグラウンド連合チームを結成。決勝まで勝ち進むがメキシコドリームチーム（レイ・ミステリオ・ジュニア & エル・パトロン・アルベルト & ミステシス）と対戦して敗戦し、準優勝という結果に終わった。6月14日、AAA Verano De Escandalo 2015にてルチャ・アンダーグラウンドの刺客として初登場を果たす。エル・メシアス & ペンタゴン・ジュニアと組んでレイ・ミステリオ・ジュニア & ミステシス & ラ・パルカと対戦するが最後にペンタゴン・ジュニアがミステリオよりカナディアン・デストロイヤーを喰らい敗戦した。7月18日、HOH IXに参戦。トニー・ニースと対戦して終盤にニースの450°スプラッシュを避けるとジ・エンド・オブ・ザ・ワールドを決めて勝利した。10月4日、AAA Heroes Inmortales IXにてブライアン・ケイジをセコンドに引き連れてAAA世界ヘビー級王座を保持するエル・パトロン・アルベルトに挑戦。場外での机への叩きつけやレフェリーへの暴行など反則の限りを尽くし、終盤にはアルベルトのフィニッシャーであるクロスアーム・ブリーカーを極められるもケイジより渡されたギターで叩きつけ、フォールを奪うがレフェリーによる反則裁定により敗戦となった。同月24日、PWSにてロブ・ヴァン・ダムと対戦。試合中に観客からECWチャントが飛び交う中、最後にジ・エンド・オブ・ザ・ワールドを決めて勝利。試合後にはRVDを称えて自らが先導して観客と共にRVDチャントを行った。

### インパクト・レスリング
2017年8月9日、GFWと契約を交わす。同月17日、GFW Destination Xにてプロモーションを展開。ジョニー・インパクト（Johnny Impact）と名乗る。
2018年6月、元インパクト・レスリングでAAA所属の女子プロレスラーであるタヤ・ヴァルキリーと結婚。
10月14日、バウンド・フォー・グローリーにおいてオースチン・エリーズを破りインパクト世界王座を獲得。
2019年7月、インパクト・レスリングを退団。

### WWE
2019年12月、WWEと複数年契約を交わし約8年ぶりに復帰。それに伴いリングネームをジョン・モリソン（John Morrison）に戻すことになった。
2020年2月27日、Super ShowDown 2020にて、かつてのパートナーであるミズと再びタッグを組み、WWE・スマックダウン・タッグチーム王座を保持するニュー・デイと対戦し勝利。王座奪取に成功する。
2021年11月、コスト削減の名目で再び解雇（PWInsiderによる。）

## 得意技

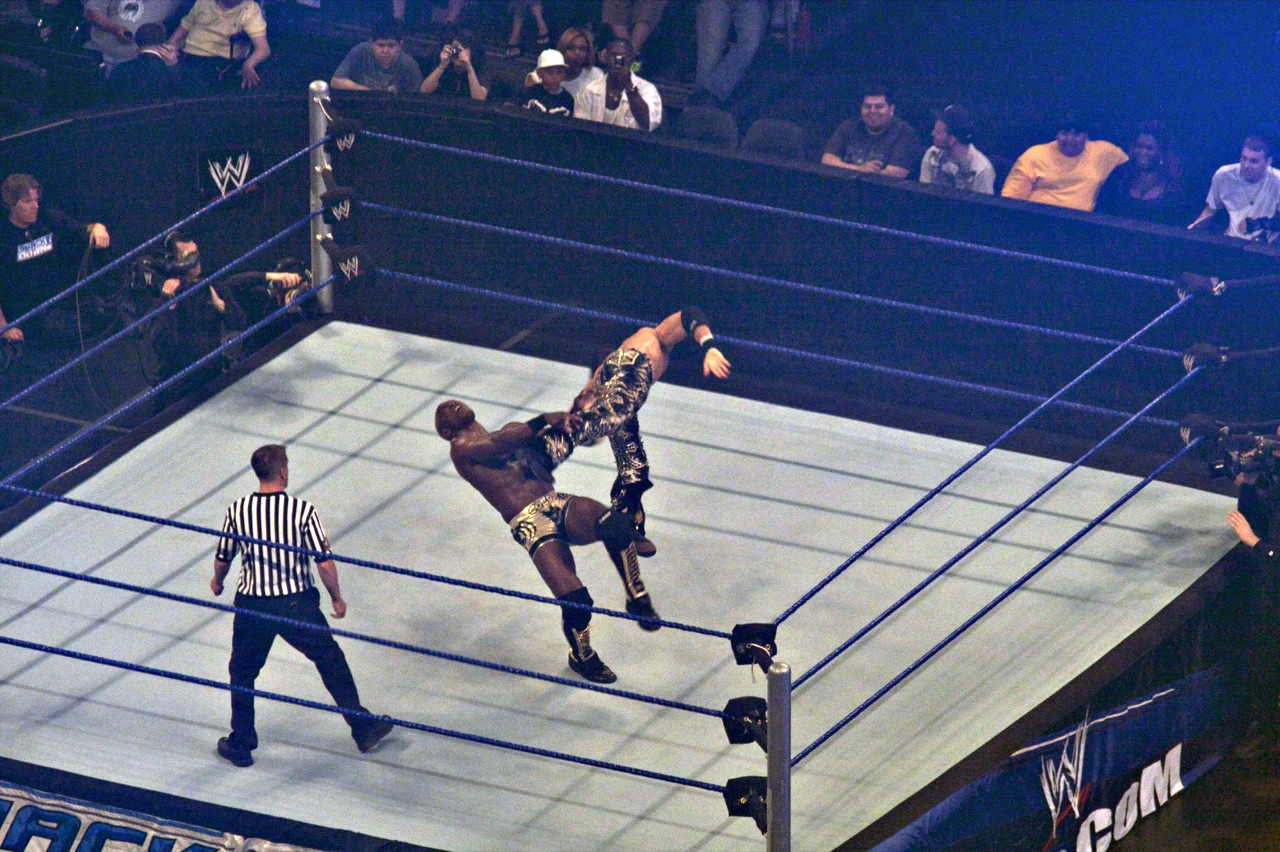
スーパーキック.

### フィニッシュ・ホールド

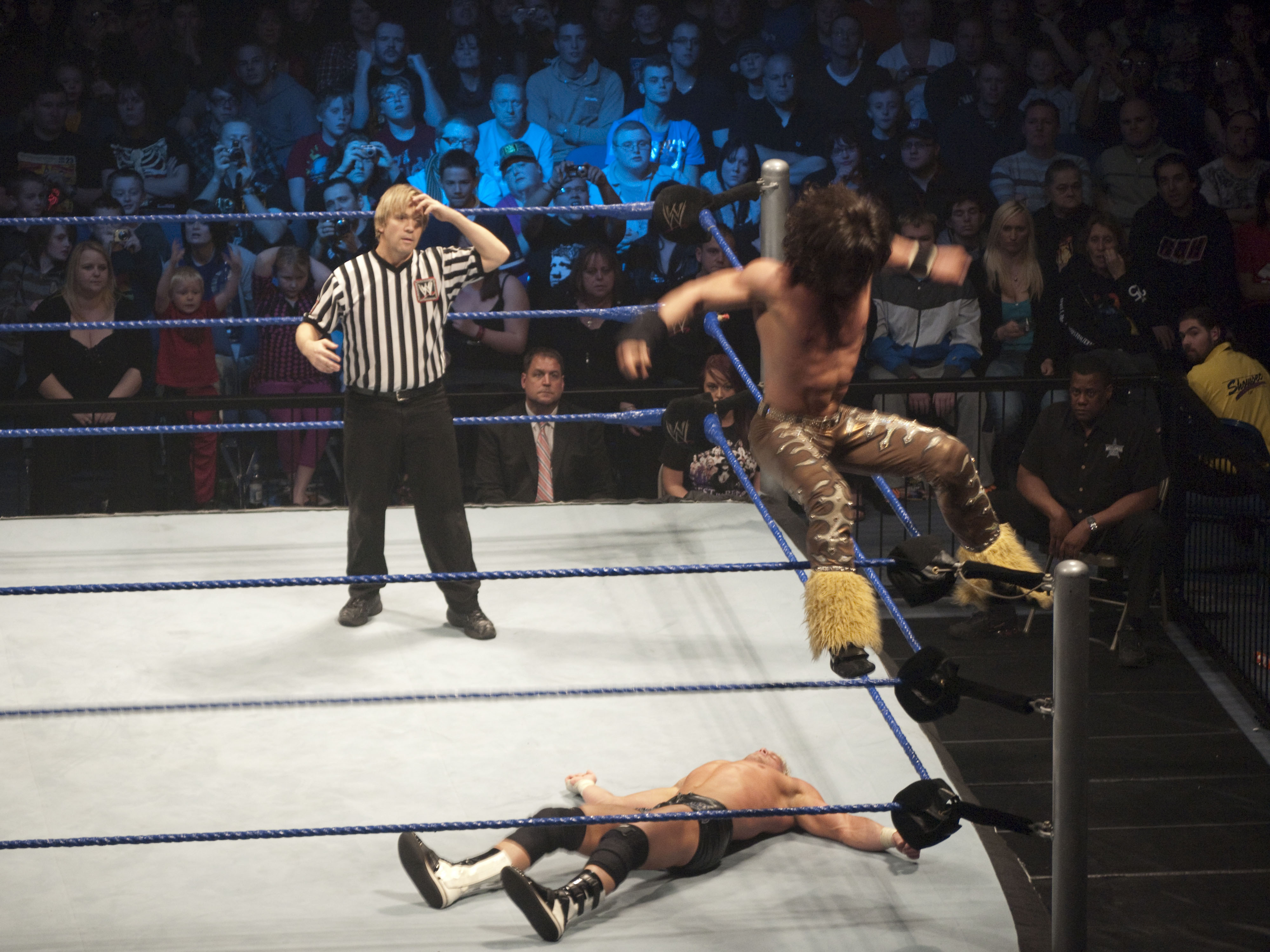
スターシップペイン
WWEにて2009年のベビーターン時からフィニッシャーとして使用。ハリウッドスタープレス式コークスクリュー・ムーンサルト。普通は胸部に決める技だが顔面など違う部位に決めることもある。2014年10月よりジ・エンド・オブ・ザ・ワールドの技名で使用。
WWE時代はスターシップ・ペインの技名で使用。
ムーンライト・ドライブ
前傾姿勢の相手の首元に左手を差し込んでクラッチし、そこから勢いよく前方回転することで相手を横回転させながら後頭部からマットに叩きつける変形スイング式ネックブリーカー。技名はドアーズの楽曲名。

### 打撃技
エルボー
エルボー・スマッシュ
エルボー・スタンプ
ナックルパンチ
ドロップキック
延髄斬り
フライングチャック
セカンドロープに飛び乗り、その反動を利用してジャンプし、身体を半回転させながら相手の顔面に右足を叩き込むスプリングボード式のラウンドハウス・キック。カウンター式やフィニッシュへの繋ぎ技として愛用。主にカウンターやフィニッシャーへの繋ぎとして使う。
ランニング・ニースマッシュ
相手が尻餅を付いている時に顔面へ膝蹴りを打つ。
スーパーキック
ジョニー・ナイトロ時代のフィニッシャー。ナイトロブラスト
ニールキック
ペレキック
ダンシングレッグドロップ

### 投げ技
スープレックス
スーパープレックス
ジャーマンスープレックス
スパニッシュ・フライ
コーナートップで相手を立たせた状態でロック・ボトムのような形で相手を固めて相手もろとも跳躍しながら後方へ1回転して相手をマットへ叩きつける。
C4
ロック・ボトムのような形で相手を固め、相手もろとも跳躍しながら後方へ1回転し、相手をマットへ叩きつける。
フランキー・カザリアンのフラックス・キャパシターと同型技。
ムーンサルト・フリップスラム
トルネードDDT
ライガーボム
クルスフィックス・スピニング・サイドスラム
カナディアン・バックブリーカーの体勢から相手の両腕を掴みを高々と担ぎ上げて、その場で横回転して相手を両肩上で旋回させながら右サイドに移行し、体重を浴びせてマットに叩きつける変形サイドスラム。

### 飛び技
サーズデイ・ナイト・ディライト
仰向け状態の相手に対し、コーナー最上段からジャンプと同時に360°側方宙返りをしながら片肘を相手の腹部に叩き込む変型ダイビング・エルボー・ドロップ。高い身体能力を生かした驚愕のダイビング技。
シューティング・スター・スプラッシュ
その場跳びのシューティング・スター・プレス。
ムーンサルトプレス
その場跳びとポストから場外に跳ぶものを得意とする。よく使用するのは前者。後者は多人数に向けて使用する。
ミサイル・ドロップキック
コーナーの最上段から相手の顔面にドロップキックを放つ。
コークスクリュー・プランチャ
相手が場外にいるときに多用する。
スーサイドダイブ

### フォール技
スクールボーイ
バックスライド
スモール・パッケージホールド
ジャックナイフ・ホールド
ローリング・クラッチ・ホールド

### その他
パルクール
得意としている移動術。トレーニングに取り入れている。エニウェア戦などではこの移動術で敵を圧倒する。

## タイトル歴
WWE
- ECW王座 : 1回
- WWE IC王座 : 3回

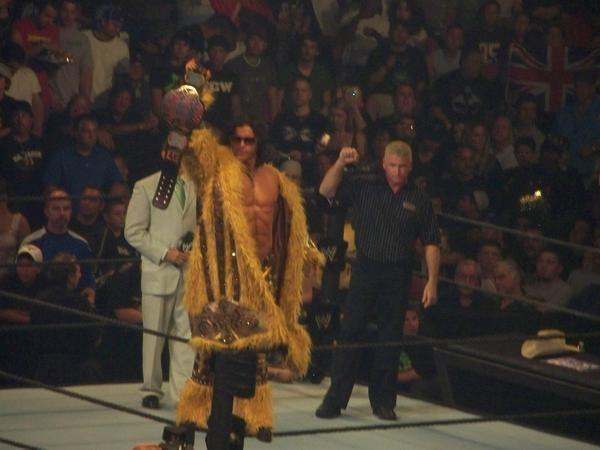
ECW王座

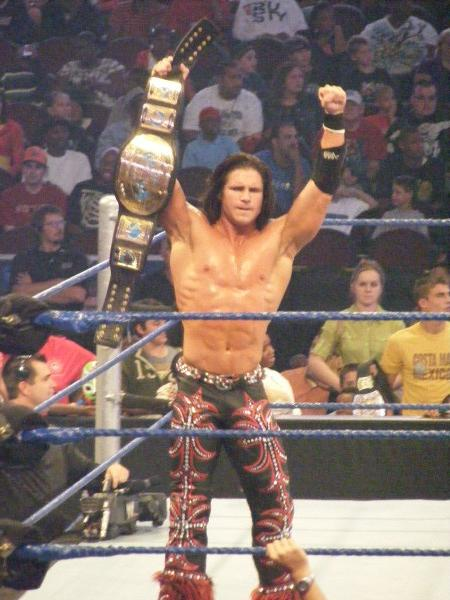
WWE IC王座

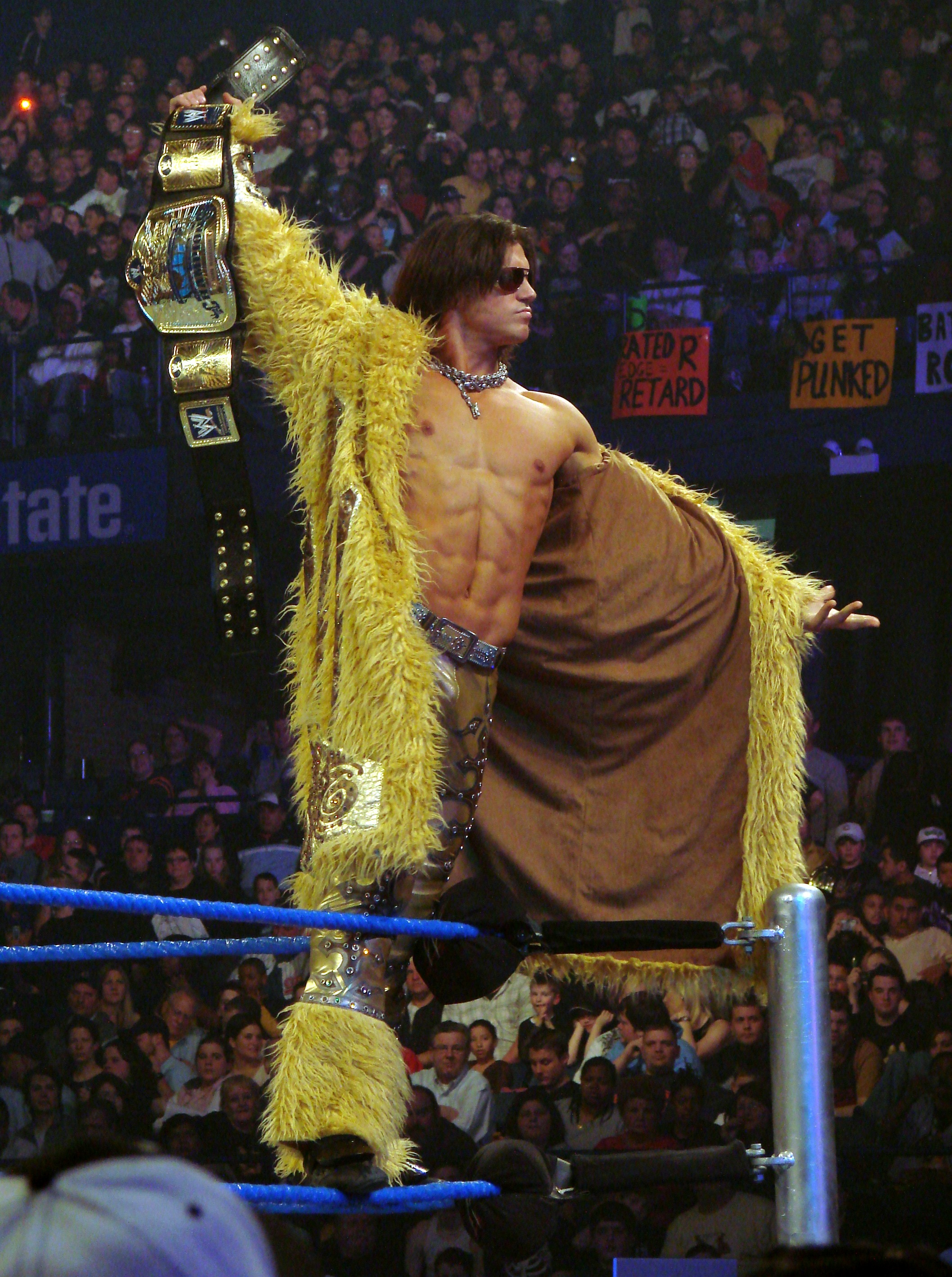
WWEタッグ王座

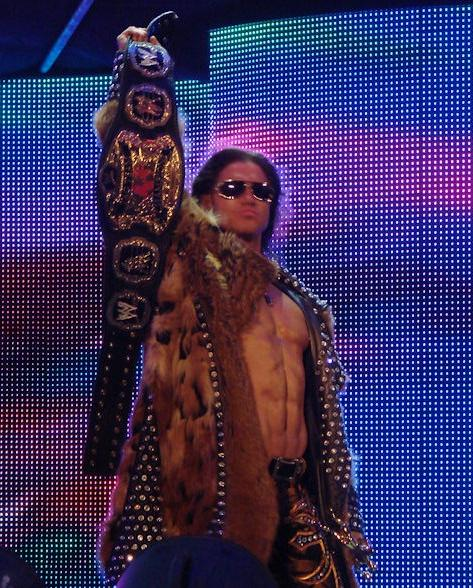
WWE・世界タッグチーム王座

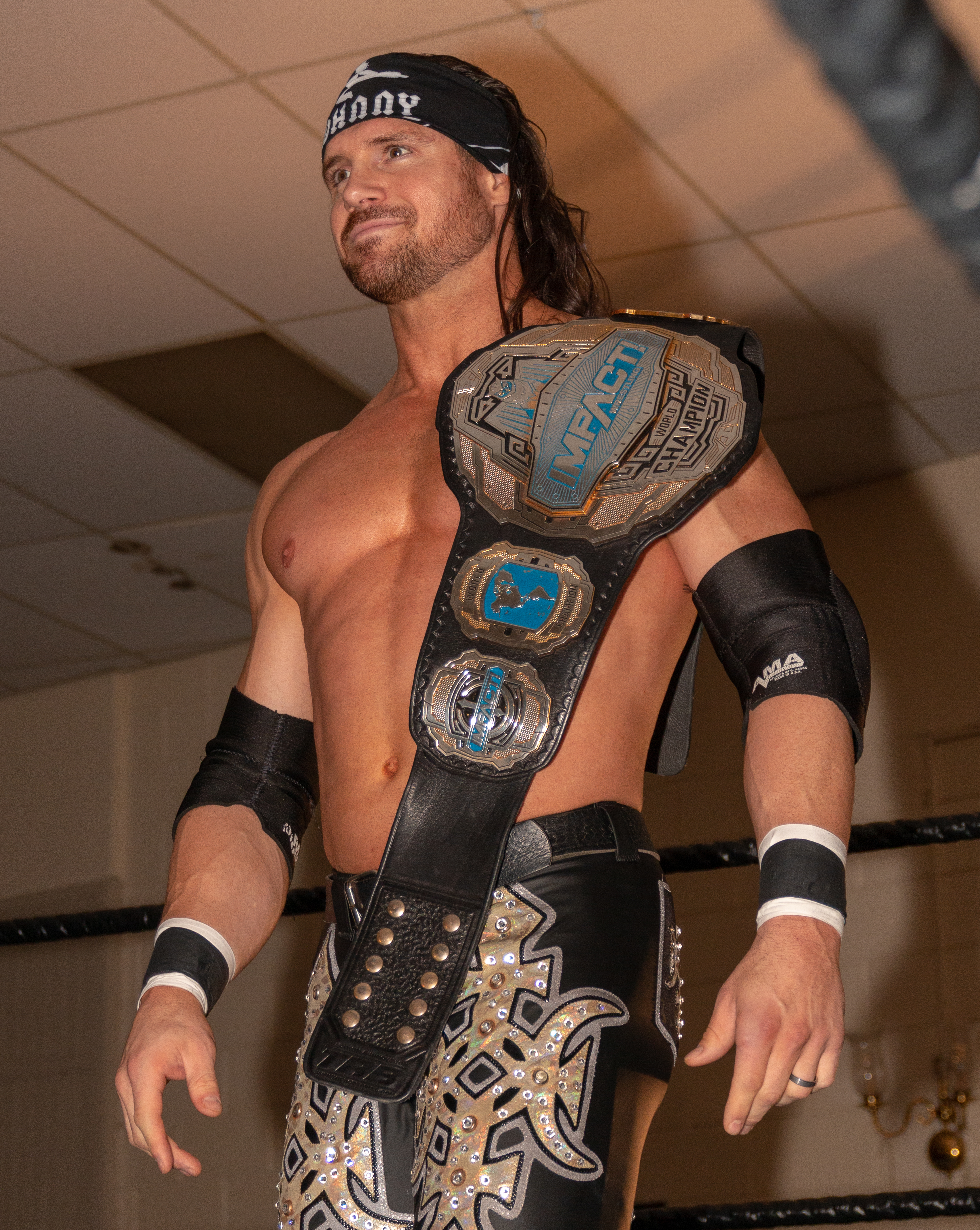
インパクト世界王座

- WWEスマックダウン・タッグ王座 : 1回

w / ザ・ミズ
- WWEタッグ王座 : 4回

w / ジョーイ・マーキュリー : 3回
w / ザ・ミズ : 1回
- WWE・世界タッグチーム王座 : 1回

w / ザ・ミズ
インパクト・レスリング
- インパクト世界王座 : 1回（第44代）

AAA
- AAAメガ王座 : 1回（第14代）
- AAA世界クルーザー級王座 : 1回（第9代）
- AAAラテンアメリカ王座 : 1回（第7代）

FWE
- FWEヘビー級王座 : 1回

OVW
- OVW南部タッグ王座 : 1回

w / ジョーイ・マシューズ
WWFX
- WWFXヘビー級王座 : 1回

NGW（Next Generation Wrestling）
- NGW世界王座 : 1回

CWF（Continental Wrestling Federation）
- CWF US王座 : 1回

## 入場曲
- American Lucadore
- Welcome to Slamtown
- Born in the U.S.A. - ブルース・スプリングスティーン
- Blitz & Glam - The Jetboys
- Anyway You Want IT - ジャーニー : 2012年より使用。
- Ain't No Make Believe - Stonefree Experience : 2007年から2011年、2019年から使用。コール時にスローモーションがかかる独特の入場シーンが特徴。
- Ain't No Make Believe （Instrumental）
- Paparazzi - Jim Johnston : MNM時代に使用。
- Purity V.3 : 2004年に使用。

## フィルモグラフィー
- シャークネード5 ワールド・タイフーン（2017年）